# Петиция
Петиция (на латински: petitio) е индивидуална или колективна молба (ходатайство, обръщение, прошение, искане) в писмен вид, подавана към органите на държавната власт. С нея се изисква предприемане на някакви мерки или извършване на някаква дейност от съответната организация. За да се внесе официално, обикновено се изисква да бъде подписана от определен брой граждани.
В отделните страни могат да съществуват различни закони за подаване на петиция.
Една от най-известните петиции от миналото е петицията на работниците и жителите на Санкт Петербург от 9 януари 1905 година, с която петербургските работници начело със свещеника Георгий Гапон отиват при цар Николай II в деня на Кървавата неделя. В България известна петиция е тази на движението „Екогласност“ от ноември 1989 г.